# Dompropst
Dompropst (vom lateinisch praepositus Propst) ist ein kirchliches Leitungsamt in verschiedenen christlichen Konfessionen.

## Römisch-katholische Kirche
In der römisch-katholischen Kirche ist der Dompropst der Leiter eines Domkapitels. Er ist die höchste Dignität und vertritt das Kapitel nach außen. Er wird – je nach Bistum – entweder vom Domkapitel gewählt und vom Bischof eingesetzt oder vom Bischof nach Beratung mit dem Domkapitel direkt ernannt.
Seine Aufgaben sind in den Statuten des jeweiligen Domkapitels festgelegt. Der Dompropst ist oft für die Verwaltung der Güter verantwortlich. Die innere Leitung des Kapitels hat meist ein Domdekan (oder Domdechant).
In einigen Domkapiteln (Mainzer Domkapitel) gibt es das Amt nicht mehr, die Leitung hat dann der Domdekan.

## Evangelische Kirchen
In den evangelisch gewordenen Domkapiteln in Deutschland, in denen nicht alle Mitglieder ordinierte Geistliche sein müssen, ist der Dompropst, dem auch hier oft die die Verwaltung der Güter obliegt, meist ein Jurist oder Verwaltungsfachmann. 
In den lutherischen Kirchen Skandinaviens ist der Dompropst (schwedisch domprost, dänisch domprovst, norwegisch domprost, finnisch tuomiorovasti) der Propst in der Propstei, in der die Domgemeinde liegt, meist auch in Personalunion Hauptpastor dieser Gemeinde. Er ist zudem Stellvertreter des Bischofs; in der Schwedischen Kirche und der Evangelisch-Lutherischen Kirche Finnlands darüber hinaus ex officio Mitglied des Domkapitels, das dort das oberste Leitungsorgan auf Bistumsebene ist.